# Danske Vidundere
Danske Vidundere  er en dansk dokumentarfilmserie der blev sendt på DR2 fra 2005-2007. 
De første fire udsendelser var med værten Anja Philip, mens de sidste ti udsendelser var med Ann Marker. 
Udsendelsen handler om at værterne tager rundt i Danmark, og besøger nogle forskellige naturområder som f.eks. Stevns Klint. Her fortælles der om historien og hvordan området er opstået.

## Afsnit
| Nr. | Titel                                      | Udgivet |
| --- | ------------------------------------------ | ------- |
| 1 | "Danske Vidundere: Møns Klint"             | 2005    |
| Det første afsnit handler om hvordan Møns Klint er dannet og dens historie. Anja Philip tager til Møns Klint som ligger på Møn. Klinten er en del af den plade som strækker sig fra Sydengland og til Normandiet. Klinten blev skabt dengang dinosaurerne levede og det meste af Nordeuropa var dækket af lunt tropisk hav. Undervejs tager hun sammen med den lokale guide rundt på Møns Klint, for at høre om dens historie. |                                            |         |
| 2 | "Danske Vidundere: Vadehavet"              | 2005    |
| Det andet afsnit handler om hvordan Vadehavet er dannet og dens historie. Anja Philip tager til Vadehavet som ligger ud for Sønderjylland. Hele Vadehavet dækker et areal på 9000 km2, og strækker sig ned til Holland. I Vadehavet findes Danmarks største antal af spættede sæler, hvor der er ca. 3000 af dem. Vadehavet kaldes og så verdens største international lufthavn, fordi der lander 25 millioner fugle. De holder af stedet da det er et godt spisekammer, og det skydes at havet to til tre gange i døgnet hæver og sænker sig ca. to meter. Men tre til fire gang om året stiger vandet meget mere, og det har betydning i forhold til det liv der leves i Vadehavet. |                                            |         |
| 3 | "Danske Vidundere: Hammerknuden"           | 2005    |
| Det tredje afsnit handler om hvordan Hammerknuden er dannet og dens historie. Anja Philip tager til Hammerknuden som ligger på Bornholms nordspids, for at se nærmere på en monumtale klippeformation, som er gjort af den unikke Hammergranit, som rejser sig 82 meter over havet. Granitten i klipperne er meget gamle, da der for 1,5 milliard år siden støtte to plader jordskorpe sammen, og dannede en hel bjergkæde. I bjergkædens varme dyb, begyndte noget af jordskorpen at smelte, afkøle og størkne igen, og blev igennem millioner af år omdannet til granit, der havde afgørende betydning for livet omkring Bornholm. Klipper var stærke og magnetisk, og det havde store konsekvenser for flere af skibenes kompasnåle. Undervejs tager hun ud for finde sjældne planter og dyr, som f.eks Lægekulsukker, der bruges som naturmedicin mod indvortes blødninger, og fuglen Alken som også kaldes Nordkalottens pindvin. |                                            |         |
| 4 | "Danske Vidundere: Råbjerg Mile"           | 2006    |
| Det fjerde afsnit handler om hvordan Råbjerg Mile er dannet og dens historie. Anja Philip tager til Råbjerg Mile der ligger i Nordjylland, for at se nærmere på Danmarks største vandre klint. Milen vejer flere tons og vandre op 10 -15 meter og fortærer både planter, liv og gårde på sin vej. Milen er i dag 2 km lang og 1 km bred samt 35 meter høj. Den blev dannet fra ca. 400 år siden, da udnyttelsen af naturen med dyr der græsser og den lille istid blev der skabt et forhold der gjorde sandflugt mulig. Milen bevæger sig fra øst til vest, og vil opsluge de næste gårde inden for 15 år. |                                            |         |
| 5 | "Danske Vidundere: Tystrup-Bavelse Søerne" | 2006    |
| Det femte afsnit handler om hvordan Tystrup-Bavelse Søerne er dannet og dens historie. Ann Marker tager til Tystrup-Bavelse Søerne og Sjælland længste å Susåen på Midtsjælland. Søerne ligger i en tunneldal som blev skabt under sidste istid for 15.000-20.000 år siden, landskabet er det tætteste man kommer på et intakt bondelandskab. Undervejs i udsendelsen besøger hun Suserup Skov hvor landets største husedderkop findes. Senere ser hun et havørnepar som få trillinger for andet år i træk. |                                            |         |
| 6 | "Danske Vidundere: Alheden"                | 2006    |
| Det sjette afsnit handler om hvordan Alheden er dannet og dens historie. Ann Marker tager til Alheden der ligger i Midtjylland syd for Viborg. Heden dækkede engang størstedelen af Jylland med sin sandende jord og lyng, området var så golt og trist at igen vile bo der så man hentede hjælp fra udlandet, så man lod nogle tysker som kom herop for at de kunne begynde at dyrke jorden, så den blev omdannet til landbrugsjord. |                                            |         |
| 7 | "Danske Vidundere: Æbelø"                  | 2006    |
| Det syvene afsnit handler om hvordan Æbelø er dannet og dens historie. Ann Marker tager til det eneste sted i Danmark hvor man kan opleve at to øer der hænger sammen via en navlestreng, øen ligger ca. 3,5 km fra nord for Bogense på Fyn. Æbelø er speciel med sin unikke facon, hvor sten, grus og sand føres rundt om øen, og aflejres i tangen på øens sydlige del, derfor har Æbelø den specielle facon, man kan kun komme til øen ved at sejle eller gå derover. Undervejs i udsendelsen se hun på et specielt fænomen hvor skoven på Æbelø falder i havet. |                                            |         |
| 8 | "Danske Vidundere: Lille Vildmose"         | 2006    |
| Det ottende afsnit handler om hvordan Lille Vildmose er dannet og dens historie. Ann Marker tager til Lille Vildmose som ligger i Nordjylland. Området er Nordeuropas største højmose og er en storsvamp som er ca. fem meter dyb, og dækker et område på 23 km2, det svare til 55 millioner svampe. Mosen blev dannet for over 1200 år og består af spagnum planter, og selv om det var det mest nærigsfattige område i Danmark, er det også et af de smukkeste. |                                            |         |
| 9 | "Danske Vidundere: Saltholm"               | 2007    |
| Det nine afsnit handler om hvordan Saltholm er dannet og deres historie. Ann Marker tager til Saltholm der ligger ud for sjællands østkyst 12 km fra Rådhuspladsen i København. Øen har et stykke uspolerede natur, der med 20.000 ynglende fugle gjorde at øen er blevet fredet. På øen findes bla. sølvmåger, klyder, gule engmyrer og den sjældne blå iris, som vokser frit herude i Saltholms salte jord som eneste sted i landet. |                                            |         |
| 10 | "Danske Vidundere: Stevns Klint"           | 2007    |
| Det tiende afsnit handler om hvordan Stevns Klint er dannet og dens historie. Ann Marker tager til Stevns Klint der ligger på sjællands østkyst, her ligger en geologisk verdenssensation, klinten er internationalt kendt for sit lag af fiskeler, Der var en medvirkende faktor til at løse mysteriet om dinosaurernes uddøen. Undervejs i udsendelsen finder hun ud af hvordan flintestenen er blev skabt af store krebsdyr for mange millioner år siden. Senere kommer hun ned under jorden i Stevnsfortet, som ligger ved Stevns Klint. |                                            |         |
| 11 | "Danske Vidundere: Fur"                    | 2007    |
| Det ellevte afsnit handler om hvordan øen Fur er dannet og dens historie. Ann Marker tager til Fur som ligger nord for Salling midt i Limfjorden. Øen er verdensberømt for sin moler som blev skabt for 55 millioner år siden,og som man i dag graver op og forarbejder til blandt andet kattegrus. Undervejs i udsendelsen tager hun ud og finder fossiler, og ser på hvordan en kæmpe vulkan i tidernes morgen lage jorden øde, og hvordan man kan se på forskellige aske lag som er sort og med grå striber i det foldede lag på øen. Senere tager hun ud og fisker efter muslinger, hvor hun skal se om hun kan fange en blåmusling. |                                            |         |
| 12 | "Danske Vidundere: Døndalen"               | 2007    |
| Det tolvte afsnit handler om hvordan Døndalen er dannet og dens historie. Ann Marker tager til Døndalen som ligger på det nordlige Bornholm. Døndalen er det nordlige bornholms såkaldte sprækkedale, som for millioner af år siden blev skabte ved hjælp af rystelser i undergrunden. I Døndalen er der altid fugtigt og skyggefuldt, som giver en meget specielt stemning. Midt i dalen ligger Danmarks største vandfald, på ca. 20 meter som buldrer/dønner. Undervejs i udsendelsen tager hun sammen med Matador Carl Aage Reuss og naturvejleder Søren Sillehoved ud og udforsker Døndalen. |                                            |         |
| 13 | "Danske Vidundere: Draved Skov"            | 2007    |
| Det tretten afsnit handler om hvordan Draved Skov er dannet og dens historie. Ann Marker tager til Draved Skov der ligger i Sønderjylland. Skoven er en urskov og ligger omkranset af en højmose, hvilket gør at den har ligget urørt hen i flere tusind år. I udkanten af skoven lå der en galgebakke, her blev røverpak og ulvene klynget op til stræk og advarsel for befolkningen. Undervejs i udsendelsen fortælles der om de mange fantastiske træer som f.eks. lindetræet, der er landets oprindelige urskovstræ, og som spredte sine frø når det var tropedøgn i Danmark. |                                            |         |
| 14 | "Danske Vidundere: Ertholmene"             | 2007    |
| Det fjortende og sidste afsnit handler om hvordan Ertholmene er dannet og dens historie. Ann Marker tager til Ertholmene der ligger nord for Bornholm ved Christiansø som er den største af klippe øerne. Her tager hun rundt på øen og ser alker og Nordeuropas pindsvin som med dens adfærd ligner et mennesket, derudover ser hun grønne frøer samt latterfrøer. |                                            |         |